# Paco Dalmau
Francesc Dalmau i Fàbrega, més conegut com a Paco Dalmau (Palafrugell, 1953) és un activista cultural, col·leccionista i fotògraf català. En la seva activitat fotogràfica destaca la fotografia per l'edició de postals i la fotografia de tota classe d'actes i activitats que es produeixen a Palafrugell. Paco Dalmau té un protagonisme destacat a les Festes de Primavera de Palafrugell, on va iniciar la seva vinculació com a carrossaire l'any 1969. L'any 1975 crea l'entitat Asociación de Dirigentes de Carrozas que agrupa totes les colles carrossaires; entra al Grup de Festes l'any 1981 com a representant dels carrossaires i el 1982 passa a ser el coordinador, feina que ha portat a terme fins a l'any 2001. Dalmau també està vinculat a mitjans de comunicació i projectes editorials. Va ser un dels fundadors de la societat Edicions Baix Empordà, juntament amb els promotors culturals Joaquim Turró, Marià Júdez i Santi Massaguer.
El 2012 va fer donació de la seva documentació a l'Arxiu Municipal de Palafrugell. El fons està format per diferents col·leccions que ha anat aplegant Paco Dalmau i documents solts. La col·lecció de Festes de Primavera permet documentar de forma contínua unes festes que el 2012 van celebrar les 50 edicions. La col·lecció d'eleccions, referèndums i activitats polítiques i institucionals s'inicia l'any 1976 i permet documentar extensament els inicis de la democràcia. La col·lecció de postals de Palafrugell i d'altres poblacions, la majoria municipis de costa del Baix Empordà, destaca pel seu volum i per ser un testimoni de les transformacions viscudes pel territori. El recull de premsa documenta exhaustivament les activitats locals des de 1917.